# René Kollo
René Kollo (Berlijn, 20 november 1937) is een Duits tenor.
Kollo werd geboren als René Kollodzieyski en groeide op in Wyk auf Föhr. Hij ging naar de school voor fotografie in Hamburg, hoewel hij altijd al geïnteresseerd was in muziek, en in het bijzonder in dirigeren. Hij begon pas met optreden (als zelfopgeleide drummer) in het midden van de jaren vijftig. Hij speelde in jazz clubs en studeerde bij Else Bongers in Berlijn om acteur te worden. Om zich voor te bereiden op muzikale rollen ging hij studeren bij Elsa Varena, die al snel onderkende dat hij een uitzonderlijke gave had.
Hij tekende zijn eerste platencontract toen hij 20 jaar oud was, en nam populaire nummers op. Zijn operadebuut maakte hij pas in 1965 in Braunschweig in drie eenakters van Stravinsky: Mavra, Renard, en Œdipus Rex. Hij bleef twee jaar in Braunschweig, en zong het grootste deel van het repertoire voor een lyrisch tenor. In 1967 ging hij naar de Deutsche Oper am Rhein in Düsseldorf waar hij nog steeds lyrische rollen zong.
Hij zong als gastsolist in München, Frankfurt, Milaan, en Lissabon. Zijn legendarische band met de muziek van Wagner en zijn rol als heldentenor in Bayreuth begon in 1969, toen hij de stuurman in De Vliegende Hollander zong. Al snel volgden de belangrijkste rollen in de opera’s van Wagner: Erik in 1970, Lohengrin in 1971, Walter in 1973, Parsifal in 1975, Siegfried in 1976, Tristan en Tannhäuser in 1981. Deze rollen heeft hij sindsdien in vrijwel elk belangrijk operahuis in de wereld gezongen, zoals in de Metropolitan Opera, waar hij te zien was als Lohengrin (in 1976, gedirigeerd door James Levine) en in Ariadne op Naxos van Richard Strauss in (1979).
Verder heeft hij Parsifal in Darmstadt gedirigeerd in 1986, en Tiefland van Eugen d'Albert in Ulm in 1991.
Hij heeft ook andere rollen gezongen, zoals Hermann in Tsjaikovski's Schoppenvrouw, en ook Britten's Peter Grimes, en Verdi's Otello. Hij heeft zelfs een ongewoon breed repertoire voor een Heldentenor. Ook zong hij graaf Danilo, in Herbert von Karajan's opname uit 1972-73 van Franz Lehar's operette Die lustige Witwe, met Elizabeth Harwood en Teresa Stratas.
Hij beperkte zich niet tot opera en de operazalen, maar deed ook veel televisie-optredens en zong ook lichter repertoire, inclusief een door hemzelf geschreven operette.
Ook heeft hij zijn activiteiten nog verder uitgebreid door de rol van Jedermann (een Duitse variant op Elcerlyc) in het gelijknamige stuk aan te nemen.
In 1991 werd hem de Paul-Lincke-Ring voor zijn buitengewone verdiensten voor de Duitstalige amusementsmuziek toegekend.

## Opnamen (selectie)
- Richard Strauss: Die Frau ohne Schatten. De keizer: René Kollo, de keizerin: Cheryl Studer, de verpleegster: Hanna Schwarz, de spookbode: Andreas Schmidt, Barak, de kleurenexpert: Alfred Muff, de kleurenexperte: Ute Vinzing, de eenogige: Jan Hendrik Rootering, de eenarmige: Kurt Rydl, de gebochelde: Kenneth Garrison, de wachters: Andreas Schmidt/Jan Hendrik Rootering/Kurt Rydl, dirigent: Wolfgang Sawallisch, koor van de Bayerische Rundfunk, Tölzer Knabenchor, symfonie-orkest van de Bayerische Rundfunk (opgenomen in de Herkulessaal München – EMI 1987), eerste volledige opname

### Volledige opnamen
- Eugen d’Albert: Tiefland (Pedro); Marek Janowski; ACANTA
- Ludwig van Beethoven: Fidelio (Florestan). Leonard Bernstein; DGG
- Erich Wolfgang Korngold: Die tote Stadt (Paul); Erich Leinsdorf; RCA
- Franz Lehar: Die lustige Witwe (Danilo); Herbert von Karajan; DGG
- Bedrich Smetana: Die verkaufte Braut (Hans); Jaroslav Krombholz; EURODISC
- Johann Strauss: Die Fledermaus (Alfred); Carlos Kleiber; DGG
- Richard Strauss: Ariadne auf Naxos (Bacchus); Georg Solti; DECCA
- Richard Strauss: Die Frau ohne Schatten; Wolfgang Sawallisch
- Richard Wagner: Tannhäuser (titelgedeelte); Dirigent: Georg Solti; DECCA
- Richard Wagner: Die Meistersinger von Nürnberg (Stolzing); Georg Solti; DECCA
- Richard Wagner: Die Meistersinger von Nürnberg (Stolzing); Herbert v. Karajan; WARNER
- Richard Wagner: Der fliegende Holländer (Erik); Georg Solti; DECCA
- Richard Wagner: Parsifal (titelgedeelte); Georg Solti; DECCA
- Richard Wagner: Parsifal (titelgedeelte); Herbert Kegel; BRILLIANT
- Richard Wagner: Tristan und Isolde (Tristan); Carlos Kleiber; DGG
- Richard Wagner: Tristan und Isolde (Tristan); Daniel Barenboim; Teldec
- Richard Wagner: Siegfried (titelgedeelte); Marek Janowski; SONY
- Richard Wagner: Rienzi (titelgedeelte); Heinrich Hollreiser; WARNER
- Carl Maria von Weber: Der Freischütz (Max); Rafael Kubelik; DGG